# Serixia rubripennis
Serixia rubripennis är en skalbaggsart som beskrevs av Maurice Pic 1929. Serixia rubripennis ingår i släktet Serixia och familjen långhorningar. Inga underarter finns listade i Catalogue of Life.